# Pedro Ribeiro Gomes
Pedro Ribeiro Silva Gomes (* 6. Dezember 1983 in Lissabon) ist ein ehemaliger portugiesischer Triathlet, Ironman-Sieger (2013) und mehrfacher portugiesischer Meister auf der Langdistanz.

## Werdegang

### Staatsmeister Triathlon Langdistanz 2007
Von 2007 bis 2010 wurde Pedro Gomes vier Mal in Folge portugiesischer Meister auf der Triathlon-Langdistanz.
Gomes wurde im Juni 2010 Fünfter bei der Europameisterschaft auf der Langdistanz (4 km Schwimmen, 120 km Radfahren und 30 km Laufen). Im Oktober startete er in Barcelona erstmals auf der Ironman-Distanz (3,86 km Schwimmen, 180,2 km Radfahren und 42,195 km Laufen) und wurde Sechster beim Challenge Barcelona-Maresme.

### Ironman-Sieger 2013
Im Juli 2013 gewann er in Spanien ein Rennen im Rahmen der Challenge-Rennserie und im August gewann er den Ironman Sweden. Im November stellte er mit 8:08:34 h beim Ironman Florida die schnellste Zeit eines portugiesischen Athleten auf der Ironman-Distanz ein. 
Seit März 2014 ist er verheiratet.
2016 wurde er im Juli hinter dem US-Amerikaner Andy Potts Zweiter beim Ironman Canada. Im Juni 2018 wurde der damals 34-Jährige Zehnter beim Ironman France. Seit 2021 tritt Pedro Gomes nicht mehr international in Erscheinung.

## Sportliche Erfolge
| Datum/Jahr   | Rang | Wettbewerb         | Austragungsort   | Zeit     | Bemerkung |
| ------------ | ---- | ------------------ | ---------------- | -------- | --------- |
| 7. Apr. 2013 | 5    | Ironman 70.3 Texas | Galveston Island | 03:54:50 |           |

| Datum/Jahr    | Rang | Wettbewerb                                         | Austragungsort  | Zeit     | Bemerkung                                                                                        |
| ------------- | ---- | -------------------------------------------------- | --------------- | -------- | ------------------------------------------------------------------------------------------------ |
| 27. Juni 2021 | 3    | Ironman Coeur d’Alene                              | Idaho           | 08:17:06 |                                                                                                  |
| 24. Juni 2018 | 10   | Ironman France                                     | Nizza           | 09:06:55 |                                                                                                  |
| 24. Juli 2016 | 2    | Ironman Canada                                     | Whistler        | 08:27:31 |                                                                                                  |
| 29. Mai 2016  | 5    | Ironman Brasil                                     | Florianópolis   | 08:16:42 |                                                                                                  |
| Okt. 2015     | 18   | Ironman Hawaii                                     | Hawaii          | 08:46:00 |                                                                                                  |
| 1. Nov. 2014  | 5    | Ironman Florida                                    | Panama City     | 07:29:45 | 180 km Radfahren und 42,2 km Laufen – das Schwimmen musste wegen zu starkem Wind abgesagt werden |
| 7. Sep. 2014  | 3    | Ironman Wisconsin                                  | Madison         | 08:36:56 |                                                                                                  |
| 17. Nov. 2013 | 5    | Ironman Arizona                                    | Tempe           | 08:11:40 |                                                                                                  |
| 2. Nov. 2013  | 5    | Ironman Florida                                    | Panama City     | 08:08:34 | persönliche Bestzeit und neuer portugiesischer Ironman-Rekord                                    |
| 17. Aug. 2013 | 1    | Ironman Sweden                                     | Kalmar          | 08:19:30 |                                                                                                  |
| 28. Juli 2013 | 1    | Challenge Vitoria                                  | Vitoria-Gasteiz | 08:38:36 |                                                                                                  |
| 13. Okt. 2012 | 26   | Ironman Hawaii                                     | Hawaii          | 08:56:10 |                                                                                                  |
| 11. Aug. 2012 | 8    | Ironman New York                                   | New York City   | 08:38    |                                                                                                  |
| 1. Juli 2012  | 3    | Ironman Austria                                    | Klagenfurt      | 08:26:31 |                                                                                                  |
| 19. Mai 2012  | 10   | Ironman Texas                                      | The Woodlands   | 08:44:53 |                                                                                                  |
| 6. Nov. 2010  | 2    | Ironman Florida                                    | Panama City     | 08:19:26 |                                                                                                  |
| 3. Okt. 2010  | 6    | Challenge Barcelona-Maresme                        | Barcelona       | 08:25:53 | Erster Start auf der Ironman-Distanz                                                             |
| 1. Aug. 2010  | 12   | ITU Long Distance Triathlon World Championships    | Immenstadt      | 06:44:19 | bei der Langdistanz-Weltmeisterschaft                                                            |
| 26. Juni 2010 | 5    | ETU Long Distance Triathlon European Championships | Vitoria-Gasteiz | 05:56:50 | Europameisterschaft auf der Langdistanz (4 km Schwimmen, 120 km Radfahren und 30 km Laufen)      |
| 8. Aug. 2009  | 15   | ETU Long Distance Triathlon European Championships | Prag            | 05:52:31 | Europameisterschaft auf der Langdistanz                                                          |
| 24. Juni 2007 | 8    | ETU Long Distance Triathlon European Championships | Brasschaat      | 03:49:16 | Europameisterschaft auf der Langdistanz                                                          |

(DNF – Did Not Finish)